# 堆積作用
堆积作用（英語：Deposition）是指岩石受侵蚀后的产物在外力的搬运途中，由于流速或风速的降低及其他因素的影响，导致物质逐渐沉淀、堆积的过程。
在流水的沉积过程中，一般颗粒大、比重大的物质先沉积，颗粒小、比重小的后沉积，当流水携带大量泥沙流动时，由于流速降低、泥沙逐渐沉积，在河流的中、下游常常形成宽广平坦的冲积平原，如長江在流出長江三峽之後，水流速度變慢，就在湖北等地形成了廣大的沖積扇平原，而華北大平原則是由海河、淮河與黃河沖積而成的，這種沖積扇倘若形成於河流的出海口就是三角洲，如中国长江三角洲、珠江三角洲、非洲的尼羅河三角洲、北美洲的密西西比河三角洲等都是很有名的例子。
风在搬运过程中，因风速减小或遇到障碍物，风沙便沉积下来，形成沙丘、沙垄等风积地貌。颗粒细小的粉砂粘土，被风挟带出沙漠区，随着风力减弱，在外围形成黄土沉积。如中國的黄土高原等。

## 相關聯結
- 河流作用
- 搬運作用
- 沖積平原